# أماندا روث بلوك
أماندا روث بلوك (بالإنجليزية: Amanda Roth Block)‏ هي رسامة وفنانة أمريكية، ولدت في 20 فبراير 1912 في لويفيل في الولايات المتحدة، وتوفيت في 8 نوفمبر 2011.